# Baia di Rymill
La baia di Rymill (in inglese Rymill Bay) è una baia lunga circa 8,5 km e larga 15, situata sulla costa di Fallières, nella parte sud-occidentale della Terra di Graham, in Antartide. La baia si estende dalla punta della penisola Gabriel, a nord, che la separa dal fiordo di Neny, al ghiaccio pedemontano Bertrand, a sud, che la separa dalla baia di Mikkelsen.
All'interno della baia, o comunque delle cale situate sulla sua costa, si gettano diversi ghiacciai, tra cui il ghiacciaio Romolo.

## Storia
La baia di Rymill è stata probabilmente avvistata per la prima volta nel 1909 durante la seconda spedizione antartica francese al comando di Jean-Baptiste Charcot e fu in seguito mappato più dettagliatamente dapprima durante la spedizione britannica nella Terra di Graham, 1934-37, al comando di John Rymill, e poi da una spedizione del British Antarctic Survey, che all'epoca si chiamava ancora Falkland Islands and Dependencies Survey (FIDS), nel 1948. La baia fu poi così battezzata in onore di John Riddoch Rymill, comandante della suddetta spedizione britannica nella Terra di Graham.